# Ratpenat de cua de beina de Gould
El ratpenat de cua de beina de Gould (Taphozous australis) és una espècie de ratpenat de la família dels embal·lonúrids que es troba a Austràlia i Papua Nova Guinea.